# ツェントラル鉄道BDeh4/4形電車

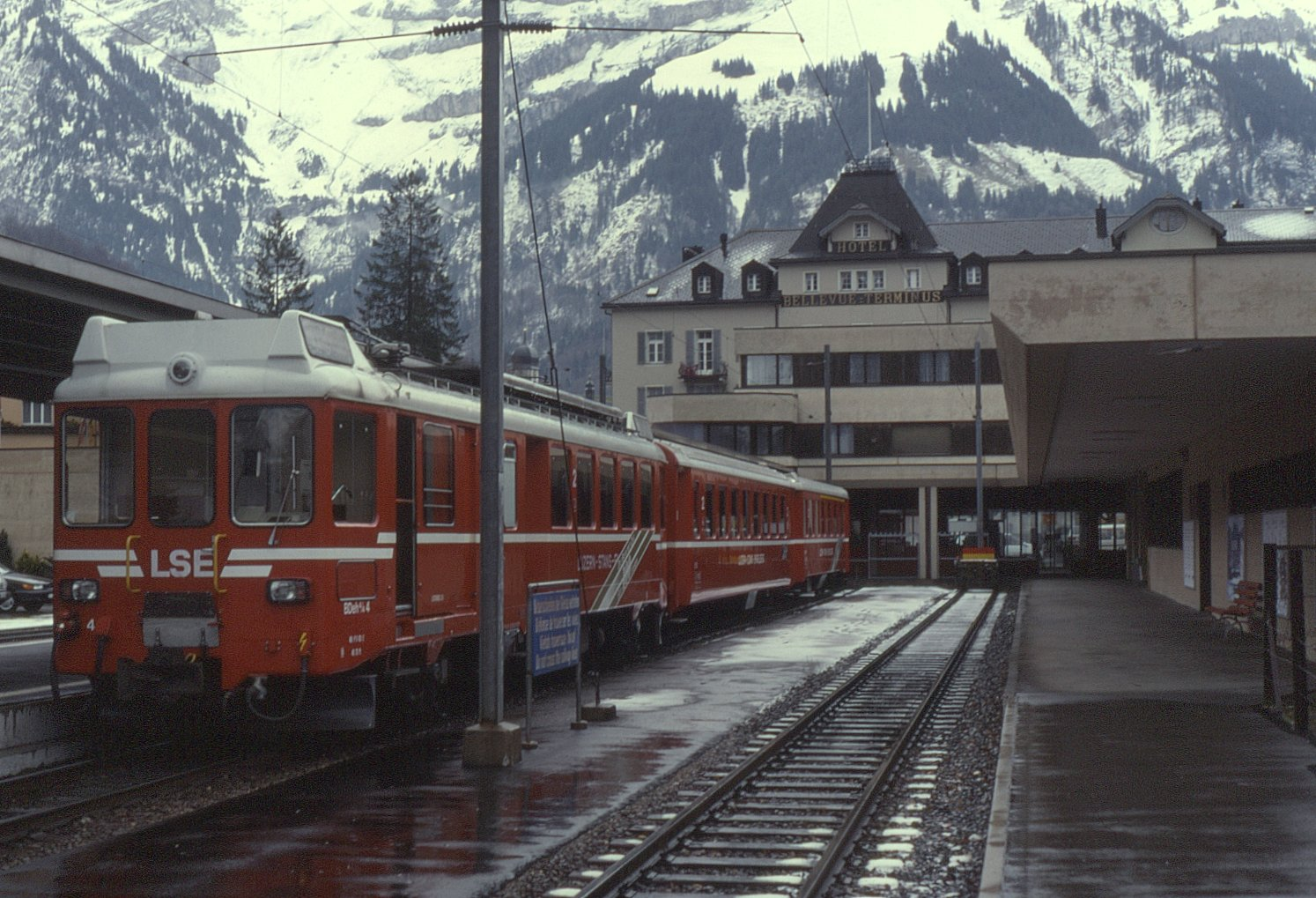
BDehh 4/4 4号機、前照灯改造後、ルツェルン-シュタンス-エンゲルベルク鉄道塗装、エンゲルベルク駅、1998年

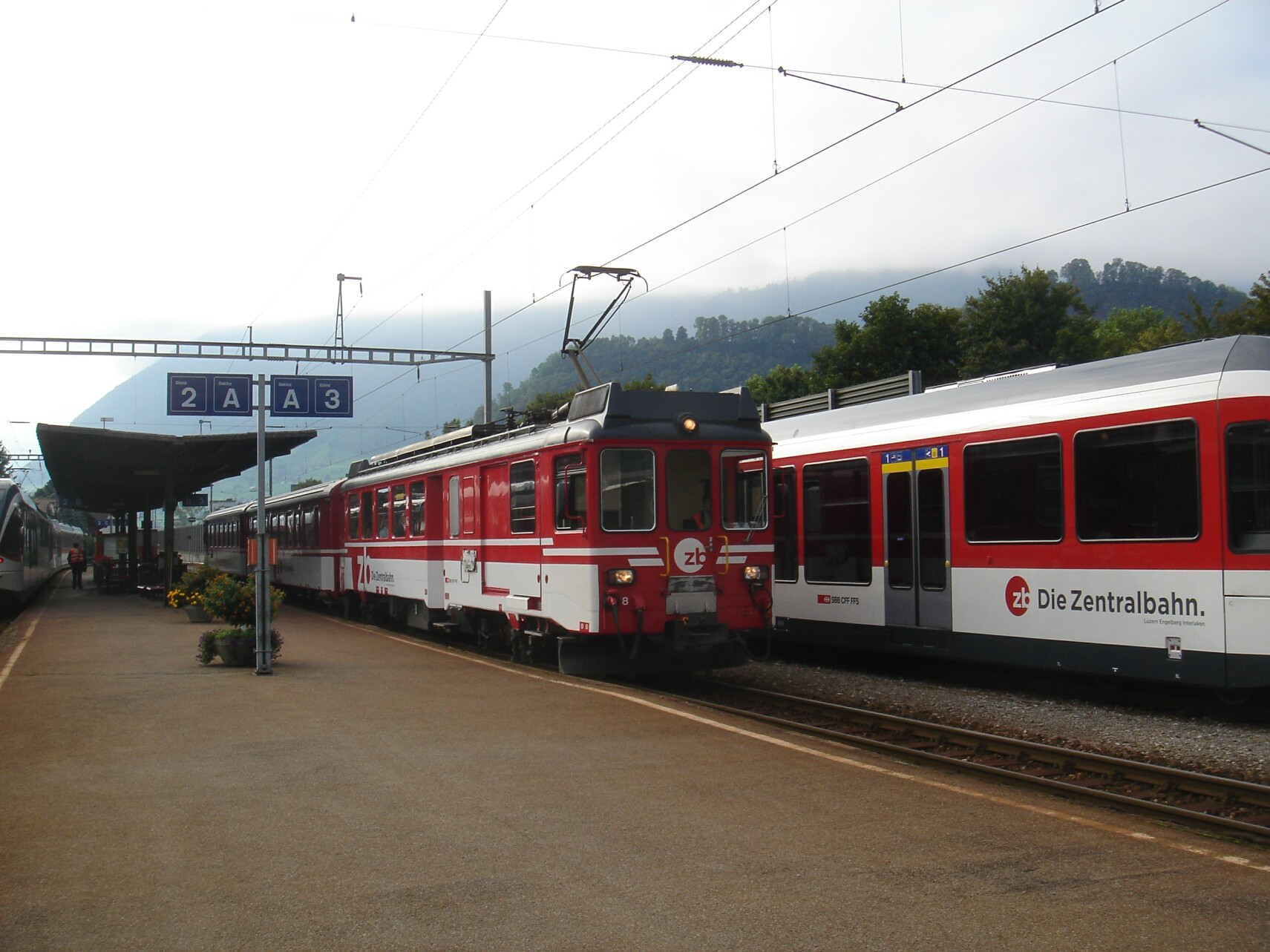
BDehh 4/4 8号機、前照灯改造後、ツェントラル鉄道塗装、シュタンスシュタッド駅、2006年

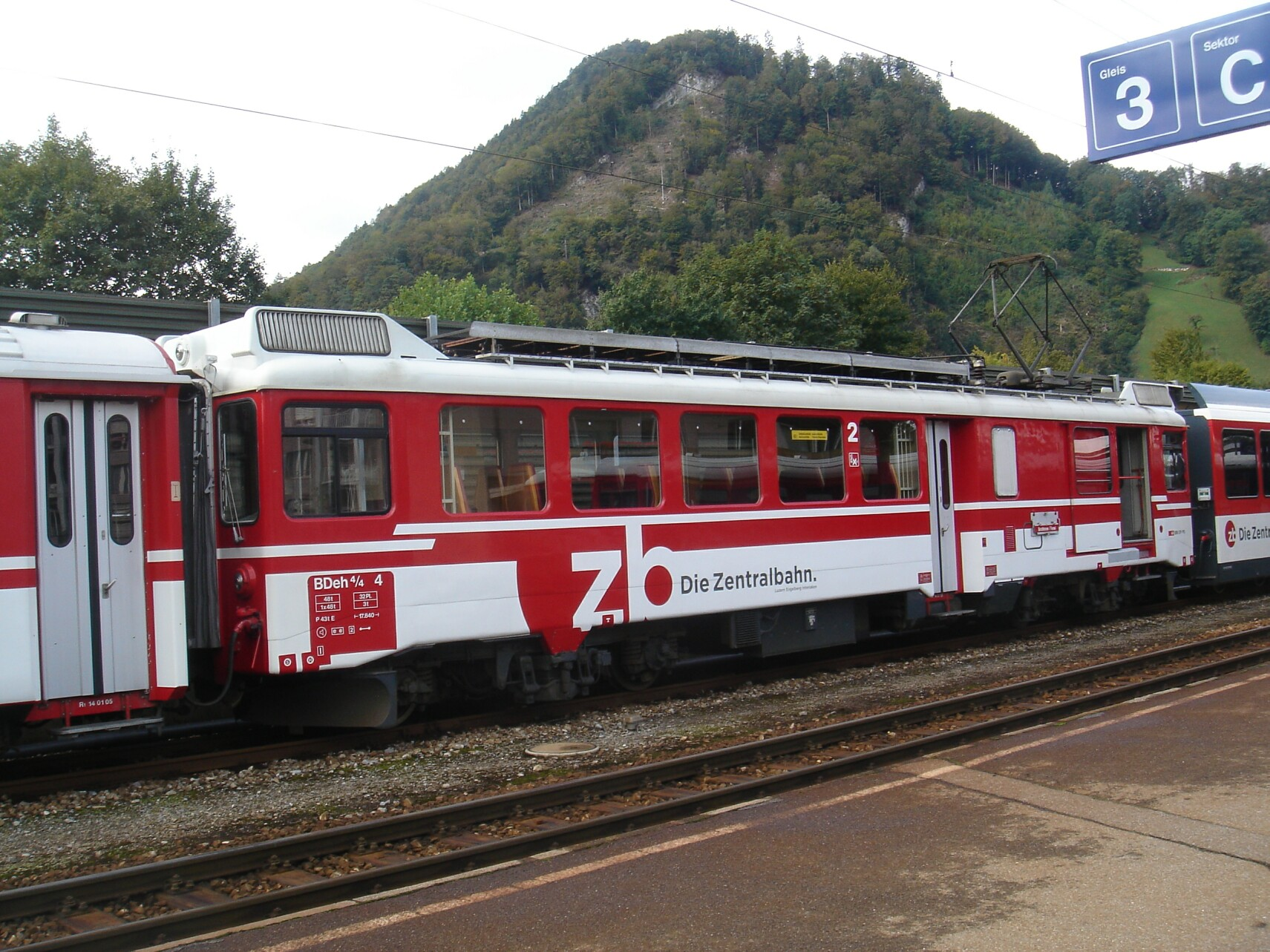
BDeh4/4 4号機、ツェントラル鉄道塗装、運転室側面窓改造後、基本編成の後位側に低床式の新形客車を増結した列車、シュタンスシュタッド駅、2006年

ツェントラル鉄道BDeh4/4形電車（ツェントラルてつどうBDeh4/4がたでんしゃ）は、スイス中央部の私鉄であるツェントラル鉄道（Zentralbahn (ZB)）で使用される山岳鉄道用ラック式電車である。

## 概要
ルツェルン-シュタンス-エンゲルベルク鉄道（LSE:Luzern-Stans-Engelberg-Bahn）とスイス連邦鉄道唯一の1m軌間だったブリューニック線の合併によりツェントラル鉄道が発足する以前、LSEによって1967年の電化方式を三相交流750V 33.3Hzから単相交流15kV 16.7Hzへの更新用として5両、その後1970年に2両、1980年に1両の計8両が製造された。導入当時の形式はBDeh4/4であったが、UIC方式に変更された際BDeh140となった。製造は車体がSWP、台車がSLMである。電装品はBBCが担当し、低圧タップ切換制御により1時間定格出力736kW、を発揮する強力機で、粘着区間での75km/hの速度性能と250パーミルの急勾配での牽引力確保とを両立させるために駆動装置は高速/低速の2段切換式として1時間定格牽引力49/92kN（粘着区間/ラック区間）を発揮し、最大勾配250パーミルで37tの列車を牽引可能な性能を持つ。旧形式と機番、製造年、製造所、新形式と機番は下記のとおりである。
- BDeh4/4 1 - 1967年 - SLM/SWP/BBC - BDeh140 001
- BDeh4/4 2 - 1967年 - SLM/SWP/BBC - BDeh140 002
- BDeh4/4 3 - 1967年 - SLM/SWP/BBC - BDeh140 003
- BDeh4/4 4 - 1967年 - SLM/SWP/BBC - BDeh140 004
- BDeh4/4 5 - 1967年 - SLM/SWP/BBC - BDeh140 005
- BDeh4/4 6 - 1970年 - SLM/SWP/BBC - BDeh140 006
- BDeh4/4 7 - 1970年 - SLM/SWP/BBC - BDeh140 007
- BDeh4/4 8 - 1980年 - SLM/SWP/BBC - BDeh140 008

## 仕様

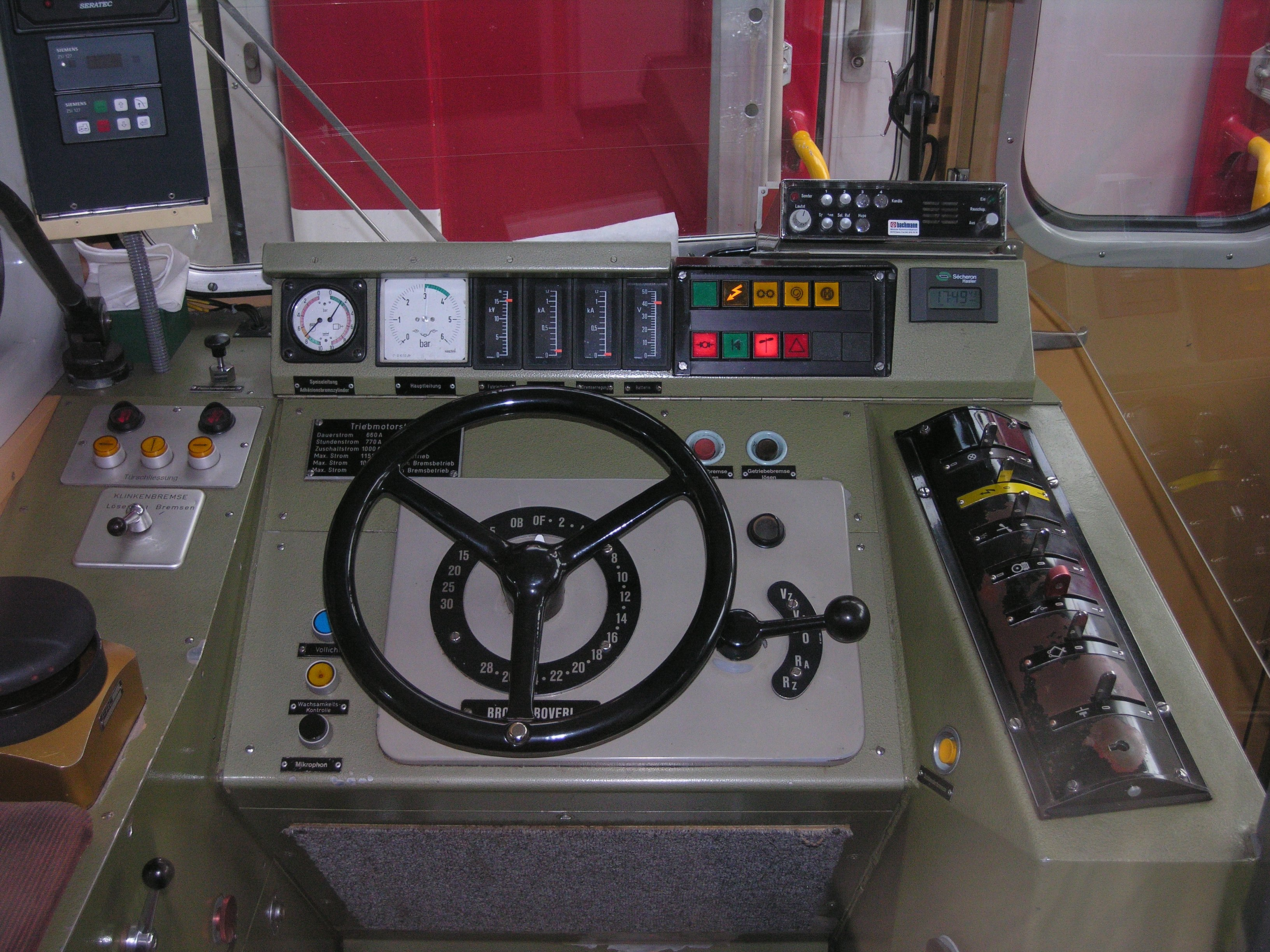
BDeh 4/4の運転台とほぼ同形の制御客車の運転台

### 車体
- 車体は両運転台式の鋼製で正面は貫通扉付の平妻、側面は運転室の窓部分からわずかに絞られた形状となっている。客室は車体中央の2枚開戸、幅715mmの客扉のあるデッキ部分をはさんで前位（エンゲルベルク側）が2等室、後位（ルツェルン側）が長さ3000mmの荷物室、機械室[4]とトイレで、ルツェルン側の運転室後部に幅1400mmの荷物室扉が、デッキにはトイレが設置されている。
- デッキ部の床面はレール面上1030mmで、ホームからはステップ2段を経由して乗車するほか、客室の床面がレール面上1150mmとなっており、デッキからはスロープを経由して入室する。
- 2等室は2+2列の3人掛け、シートピッチ1500mmの固定式クロスシートで、簡単なヘッドレストつきのものが5ボックス用意され、座席定員は40人である。また、客室窓は幅1200mm、高さ950mmの大型の下降窓となっている。
- 運転室はスイスやドイツで一般的な円形のハンドル式のマスターコントローラーが設置されているほか、運転室後部は機械室が2箇所設置されている。また、運転室横の窓は下降式で、反運転台側には電動式のバックミラーが設置されている。
- 正面は貫通扉付の3枚窓のスタイルで、下部左右の2箇所と貫通扉上部に小形の丸形前照灯が設置されており、通常客車が連結されている前位側には貫通幌が設置されている。+GF+式[5]自動連結器となっており、台車先頭部には大型のスノープラウが設置されている。
- 車体塗装
  - 製造時は、車体は赤をベースに窓下に2本一組の白の細帯が入り、運転室から前面にかけては2段に下がるようになっており、側面客室部分の中央には"LUZERN-STANS-ENGERBERG"のレタリング入っていた。
  - その後細帯が1本になり、正面貫通扉中央には"LSE"のレタリングとそ、の両脇に細帯のヒゲが入るようになった。また、90年代頃には側面客室部に斜めの太帯が入っていた機体もある。
  - ツェントラル鉄道ではそれまでの塗装をベースとして、側面下部を白として、正面貫通扉にZBのシンボルマークを、側面客室部にはZBのマークとロゴが入るものとなった。なお、広告塗装となっている機体もある。
  - なお、屋根および屋根上機器がライトグレー、床下機器と台車はダークグレー、運転室の壁面は薄緑色、荷物室と客室はベージュで座席は赤茶色である

### 走行機器
- 制御方式は低圧タップ切換制御で、56Vから340Vまで28段で4台並列接続された主電動機の電圧を制御する。主開閉器は空気遮断式で容量400AのTyp DBTF200i200で、主変圧器は油冷式でタップ切換器と一体のTyp NU28で、走行用出力が580kVAであるほか補機用の220V/40kVAと暖房用の1500V/150kVAの出力を持ち、重量は5400kgである。また、電気ブレーキは発電ブレーキ方式を採用しており、主電動機の他励界磁を補機用出力の220Vで励磁し、発生した電力を屋根上に設置した主抵抗器で熱に変換する。なお、架線電圧が無い場合でも蓄電池と1台の主電動機を使って他の3台の主電動機で発電ブレーキを動作させることができるほか、主電動機送風機の動作や蓄電池の充電を行うことができる。
- 主電動機は1時間定格出力184kW、連続定格出力160kW、重量930kgのBBC製Typ ELM 1382交流整流子電動機 を4台搭載し、1時間定格牽引力49/92kN（粘着区間/ラック区間）、最大牽引力87/333kNの性能を発揮する。冷却風は屋根肩部の吸気口から吸入し、台車ごと2台の冷却ファンで送風される。
- ブレーキ装置は主制御器による発電ブレーキのほか空気ブレーキ、ばねブレーキ、手ブレーキを装備する。
- 台車は軸距3150mm、動輪径805mmの鋼板溶接組立式台車で、牽引力は台車枠の下を通る車体支持梁と台車枠横梁間のセンターピン間で伝達され、軸箱支持方式は円筒案内式、枕ばねは重ね板ばね、軸ばねはコイルばね、踏面ブレーキは両抱式である。
- ラック方式はラックレールがラダー型1条のリッゲンバッハ式で、有効径668mmのピニオンは各動軸にフリーで嵌込まれており、動輪と同じ主電動機で駆動され、動輪のタイヤが1/2磨耗した時に動輪とピニオンの周速が一致するようにギヤ比が設定されている。主電動機は台車枠に装荷され、カルダン軸を介して駆動装置へ接続されている。駆動装置は粘着区間用の高速段とラック区間用の低速段を空気式のクラッチで切換える2段式で、粘着区間走行時には入力軸に設けられた高速段用クラッチから第一、第二中間軸を経て2段階で減速されたて動輪とピニオンに伝達され、ラック区間走行時には入力軸から1段減速されて第一中間軸に設けられた低速段用クラッチを経て、さらに第二中間軸を経て2段減速されて動輪とピニオンに伝達される。なお、高速段用クラッチは多板式、低速段用クラッチは爪クラッチ式で、駆動装置の入力軸とピニオンにはブレーキ用ドラムが併設されている。
- そのほか、パンタグラフは後位側に1台搭載し、5号機までは菱形、6号機以降はシングルアーム式であるほか、補機としてMFO[6]製の容量1000l/minのロータリー式電動空気圧縮機、36V-100Ahの蓄電池などを装備する。

### 改造

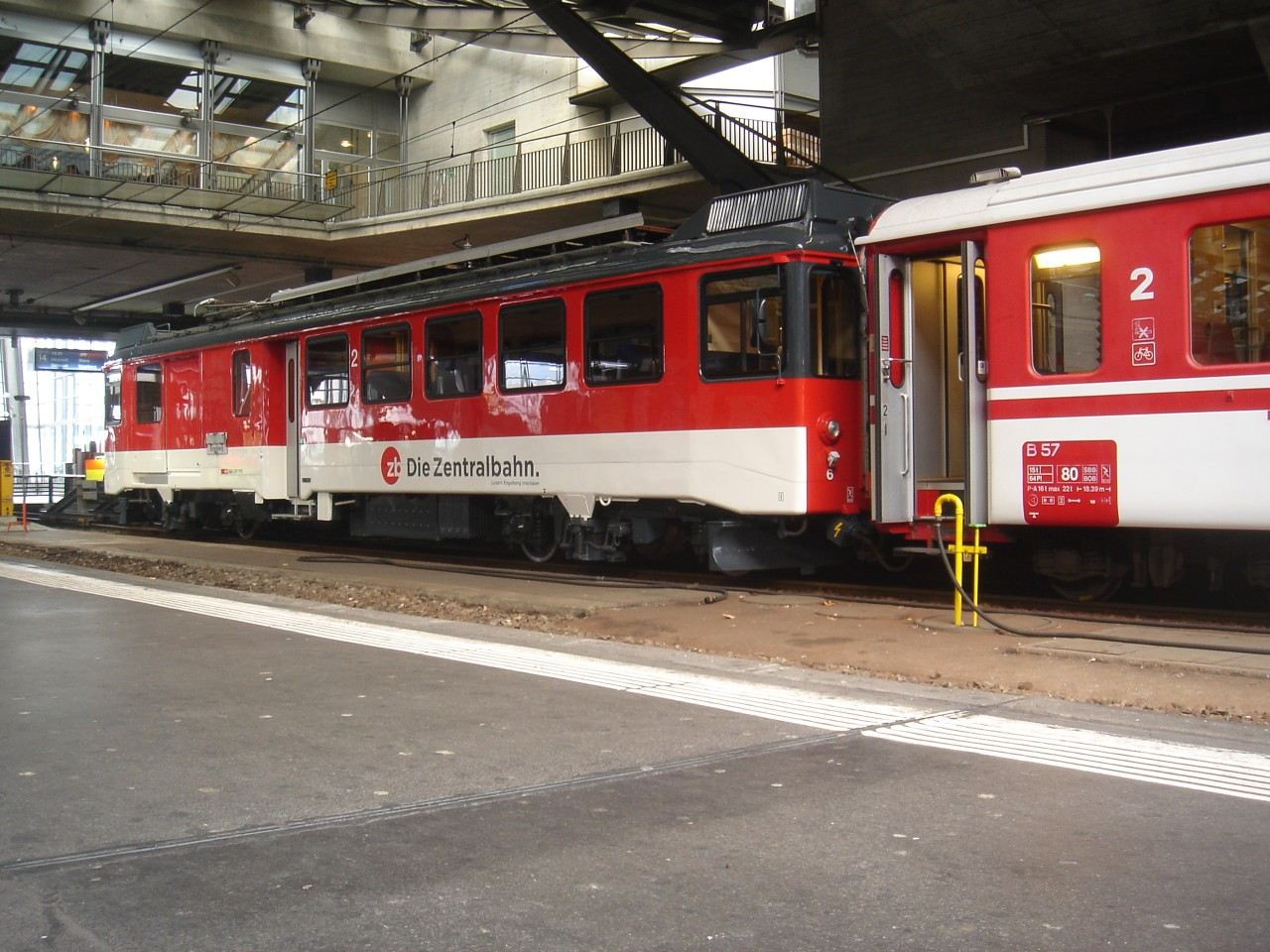
更新・塗装変更後のBDeh140 006号機、ルツェルン駅構内

- LSE時代には後位側の前照灯のうち、下部左右のものを角型の前照灯・尾灯のユニットに変更している。
- ZBとなった後は運転室側面窓を下降式から引違式に変更するなどの改造を受けていたが、2007年には006号機が本格的な更新工事を実施し、側面窓を下降式から二段窓に交換、運転室側面窓のバックミラーの交換及び運転席側への増設などが行われ、塗装も側面の白線を廃し、正面窓から運転室側面窓周りにかけてを黒としたものに変更されている。

### 主要諸元
- 軌間：1000mm
- 電気方式：AC15kV 16.7Hz 架空線式
- 最大寸法：全長17840mm、車体幅2650mm、車体高3400mm
- 軸距：3150mm
- 台車中心間距離：10800mm
- 動輪径：805mm
- ピニオン径：688mm
- 自重：47.9t
- 座席定員：40名
- 荷重：1.0t
- 走行装置
  - 主制御装置：低圧タップ切換制御
  - 主電動機：Type ELM 1382交流整流子電動機×4台（連続定格出力：160kW[7]、1時間定格出力：184kW[8]）
  - 減速比：3.85
- 牽引力
  - 粘着区間：39kN（連続定格、於55.6km/h）、49kN（1時間定格、於51.6km/h）、87kN（最大）
  - ラック区間：151kN（連続定格、於55.6km/h）、92kN（1時間定格、於51.6km/h）、333kN（最大）
  - 牽引トン数（本機含）：91t（50パーミル・粘着区間、250パーミル・ラック区間）
- 最高速度
  - 粘着区間：75km/h
  - ラック区間：20km/h
- ブレーキ装置：発電ブレーキ、空気ブレーキ、ばねブレーキ、手ブレーキ

## 運行・廃車

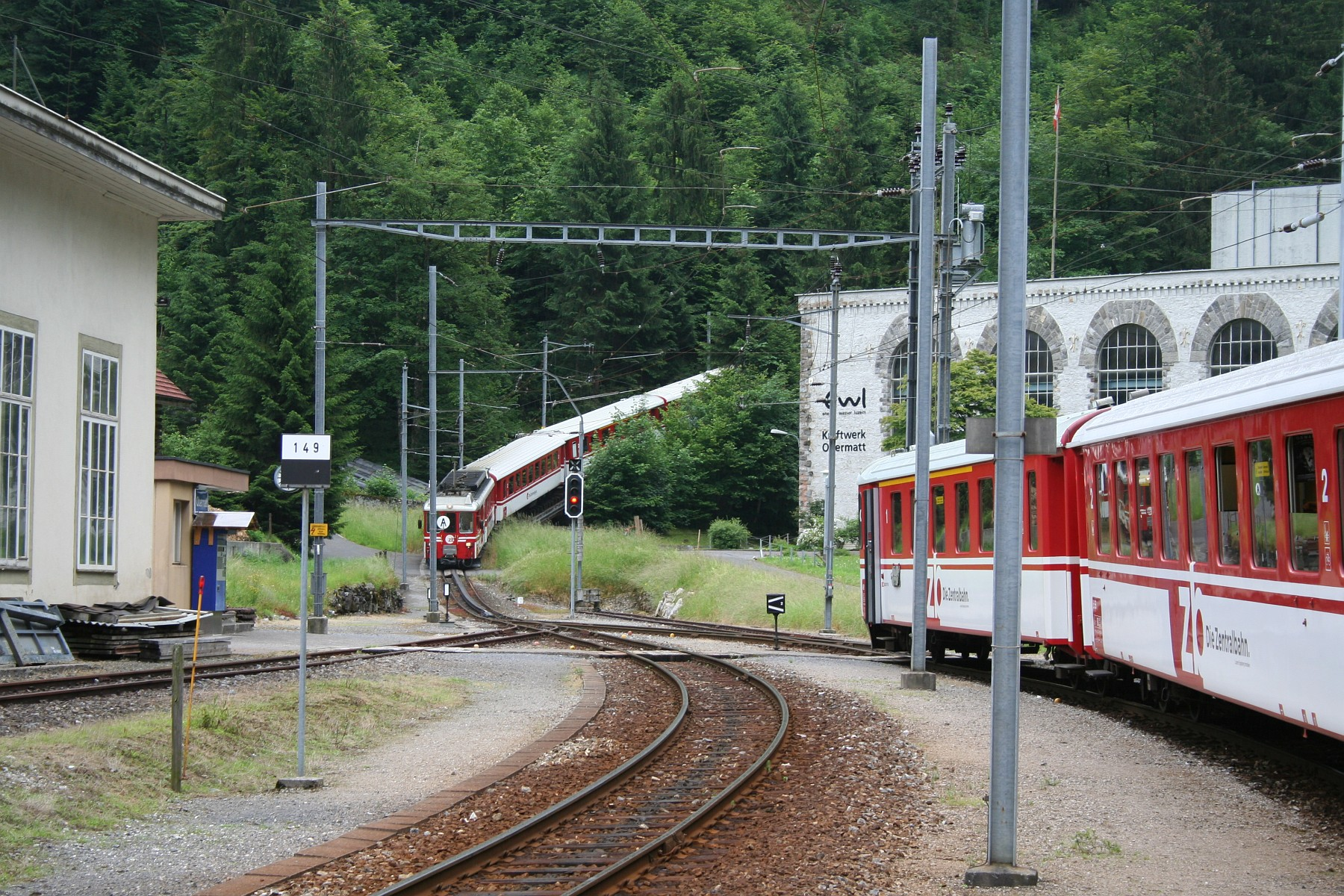
オーバーマット駅構内へ降ってくるBDeh4/4形牽引の列車

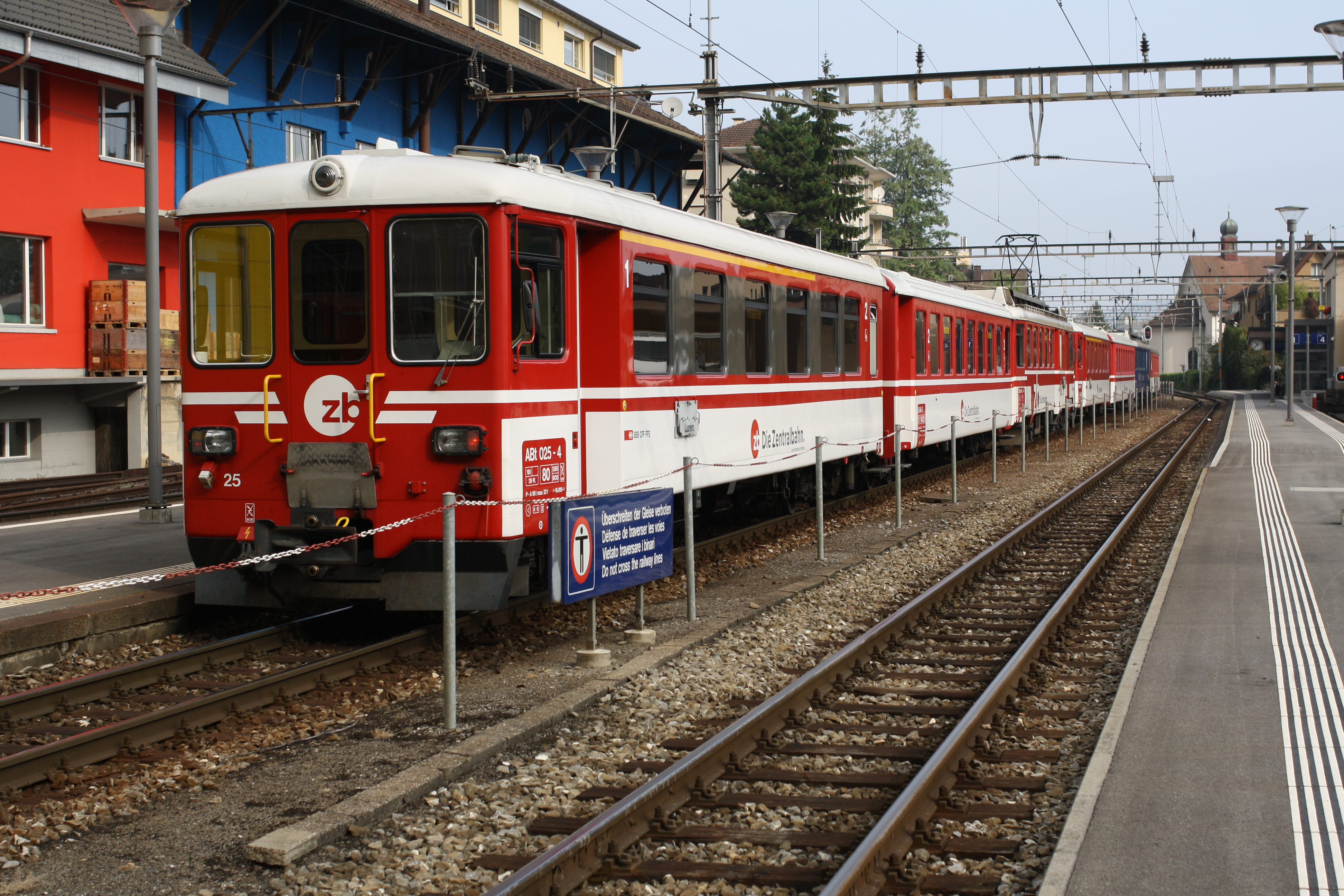
BDeh4/4形が牽引する客車と制御客車を2編成併結し、さらに後端に客車を増結した列車、ヘルギスヴィール駅

- ツェントラル鉄道の旧ルツェルン-シュタンス-エンゲルベルク鉄道区間で使用されるが、この線はフィーアヴァルトシュテッター湖畔のルツェルンから途中までブリューニック線を経由したあとシュタンスを経て「天使の里」を意味する修道院の村でありスキーリゾートでもあるエンゲルベルクに至る、全長24.78km、最急勾配50パーミル（粘着区間）もしくは250パーミル（ラック区間）、最急曲線半径70m（粘着区間）もしくは100m（ラック区間）、最高高度1002m、高度差566mの山岳路線である。
- 通常は本機と2等客車1両、1/2等制御客車1両で編成定員147名、編成重量74t（空車）/91t（積車）の編成を組み、粘着区間では輸送量に応じて数両の客車を増結している。なお、保安上の理由で必ず本機が坂の下側（ルツェルン側）に連結される。
- 1967年の電源方式変更以降動力車は本機のみで運行されてきたが、1990年以降はブリューニック線で使用されていたDeh120形電車を譲受して粘着区間専用に改造したDe4/4が粘着区間で旅客列車に使用されている。
- 2010年12月にはオーバーマット - エンゲルベルク間の250パーミル区間を短絡するエンゲルベルクトンネルが開業して最急勾配が34パーミル（粘着区間）もしくは105パーミル（ラック区間）に緩和されて所要時間短縮と輸送力の増強、運用編成数の低減が図られることとなり、ルツェルン - エンゲルベルク間のインターレギオはHGe101形電気機関車が更新改造を実施した従来型の軽量客車4両程度、3車体連接・部分低床式のABt 941-943形制御客車を牽引する列車による運用に変更となっている。これに伴いBDeh4/4形が牽引する列車はルツェルン - エンゲルベルク間の多客時の増発列車のみとなっており、2011年以降順次廃車となり、2012年3月時点では4機が残存している。

## 参考資料
- Ž. Filipovič 『Die Pendelzüge der Luzern-Stans-Engererg-Bahn』 「Brown Boveri Mitteilungen （9/10-65)」
- Hans-Bernhard Schönborn 「Schweizer Triebfahrzeuge」 （GeraMond） ISBN 3-7654-7176-3